# Gynopygoplax proserpina
Gynopygoplax proserpina is een halfvleugelig insect uit de familie schuimcicaden (Cercopidae). De wetenschappelijke naam van deze soort is voor het eerst geldig gepubliceerd in 1845 door White.